# پیست پیریتا-کوسه-کلوستریمتسا
پیست پیریتا-کوسه-کلوستریمتسا (استونیایی: Pirita-Kose-Kloostrimetsa ringrada) یک پیست شهری غیرفعال در ناحیه پیریتا در منطقه کلوستریمتسا شهر تالین، استونی است.
این پیست که ۶٫۷۶۱ کیلومتر طول دارد در سال ۱۹۳۳ افتتاح شده، از سال ۱۹۳۳ تا ۱۹۳۹ مسابقات موتورسیکلت‌رانی و از سال ۱۹۳۴ تا ۱۹۳۶ به‌عنوان جایزه بزرگ استونی با شرکت مردم محلی و فنلاندی برگزار میشده‌است. پس از جنگ جهانی دوم این پیست برای مسابقات قهرمانی شوروی مورد استفاده قرار گرفت.

## نگارخانه

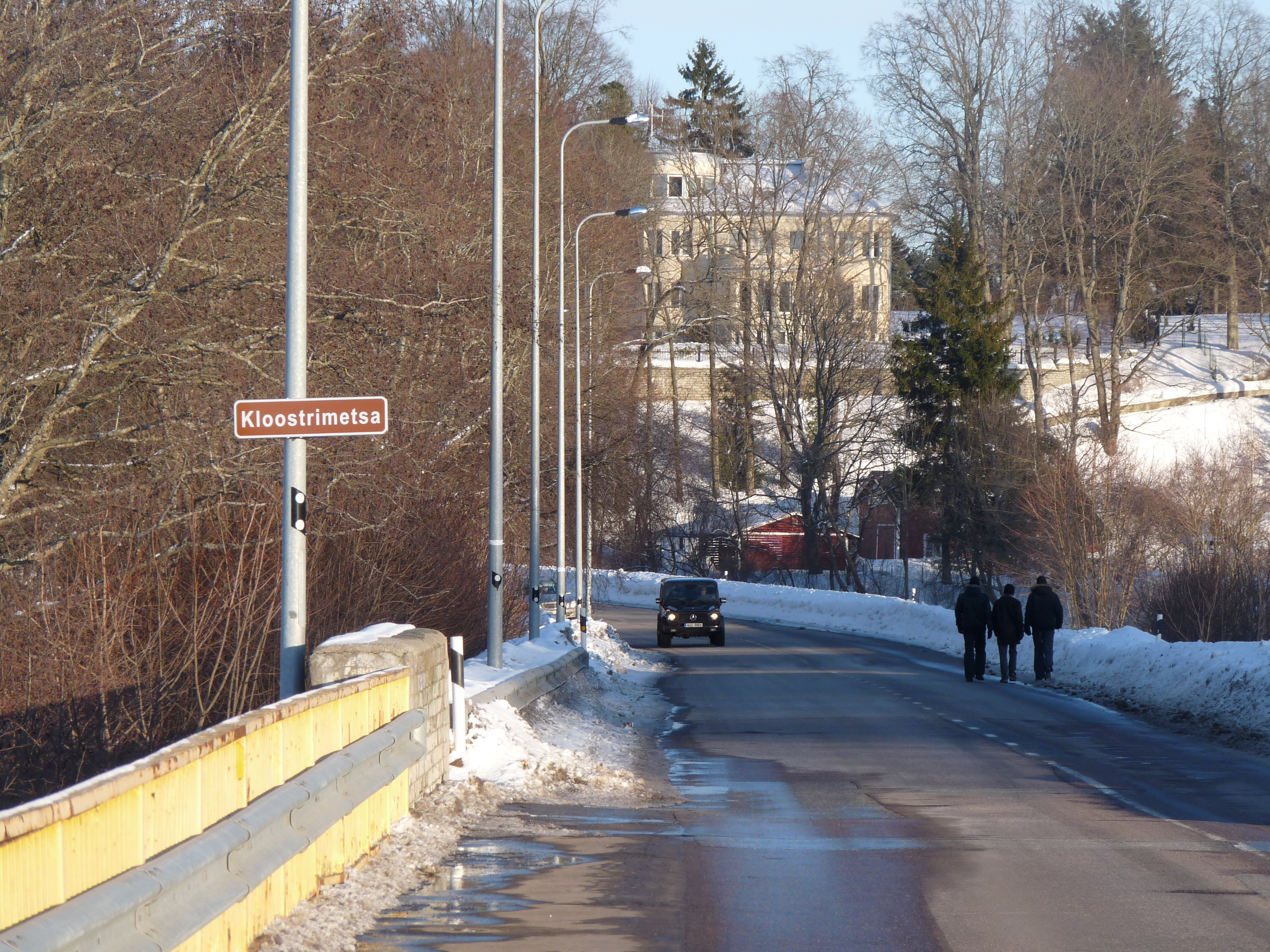
پل لوکاتی
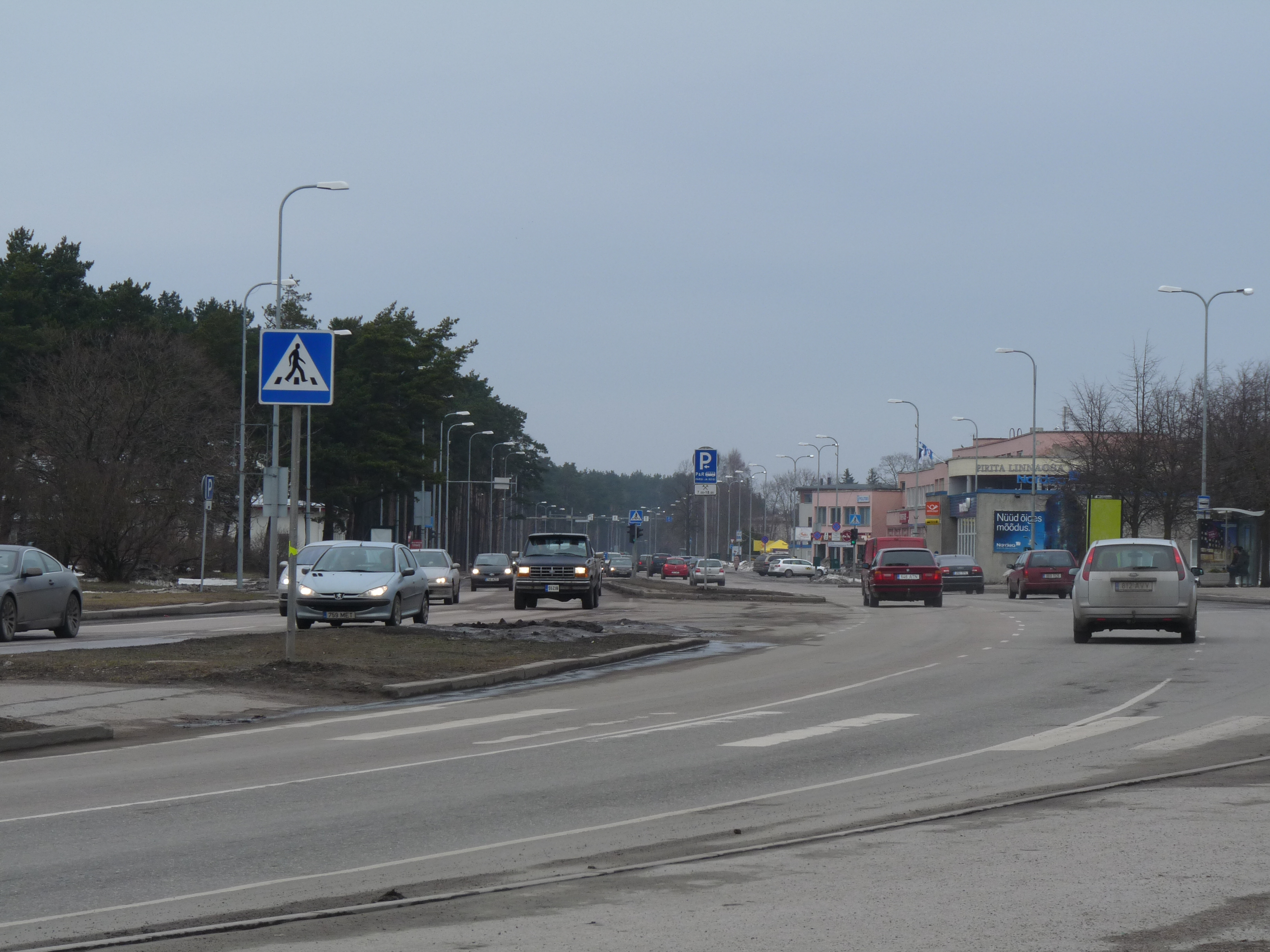
در پیریتا
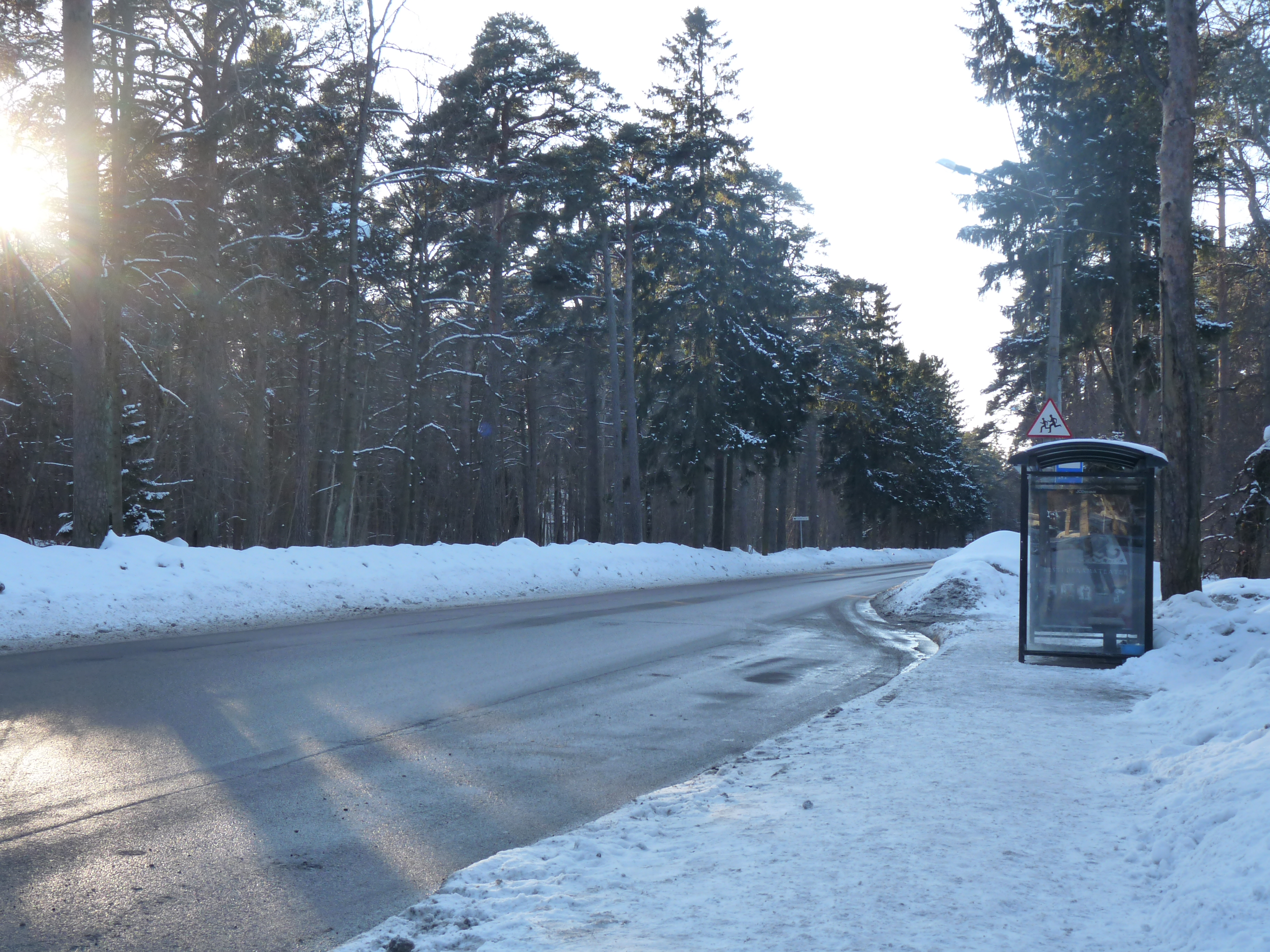
در کوسه
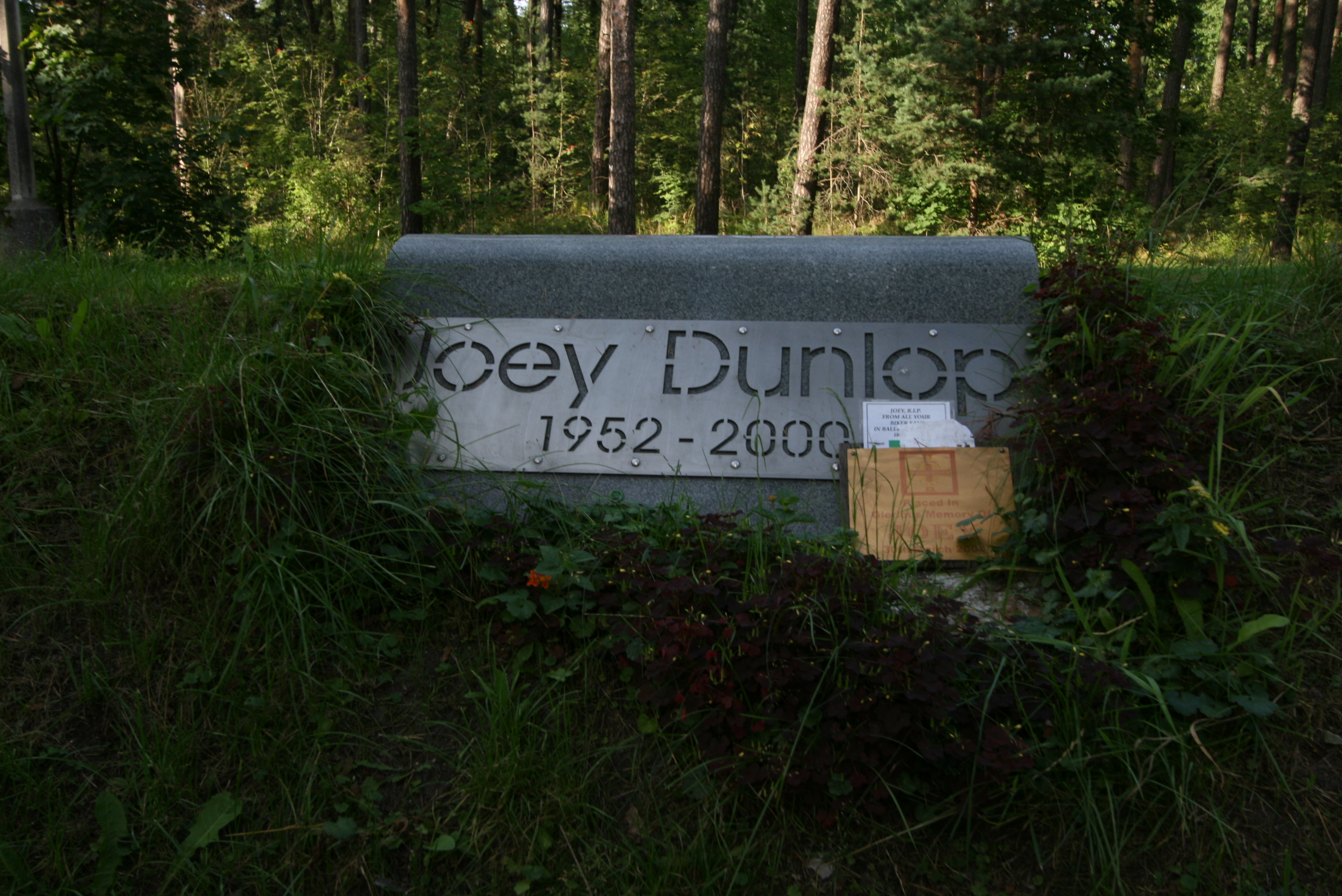
یادبود Joey Dunlop.